# Seznam italijanskih leksikografov
Seznam italijanskih leksikografov.

## C
- (Gregorio) Alasia da Sommaripa
- Ambrogio Calepino
- Mario Cannella
- Gian Rinaldo Carli
- Vincenzo Maria Coronelli

## D
- Marino De Grassi

## M
- Claudio H.Martelli

## N
- Nathan ben Jehiel
- Gianni Nazzi

## T
- Niccolò Tommaseo

## R
- Verginio Rodaro

## Z
- Nicola Zingarelli